# Râul Stolnicioara
Râul Stolnicioara este un curs de apă, afluent al râului Izvorul. 